# Dia Mundial da Conscientização sobre Tsunâmis
Dia Mundial da Conscientização sobre Tsunâmis é um evento anual realizado em 5 de novembro para aumentar a conscientização sobre os efeitos perigosos dos tsunâmis e a importância da preparação para tsunâmis e do alerta precoce de tsunâmis. Foi estabelecido pela primeira vez em 2015 pela Resolução 70/23 da Assembleia Geral das Nações Unidas. Nesse dia, são realizados eventos em vários países e as pessoas são incentivadas a divulgar a conscientização nas mídias sociais. A conscientização sobre tsunâmis é muito importante, pois nos últimos 100 anos houve um total de 58 tsunâmis com um número combinado de mortes de mais de 260 mil pessoas. Entre 1998 e 2018, US$ 200 bilhões foram perdidos devido a tsunâmis. Existe a possibilidade de o número de mortes por tsunâmi aumentar no futuro devido aos efeitos combinados do aumento da população nas áreas costeiras e da elevação do nível do mar. O tema oficial do Dia Mundial de Conscientização sobre Tsunâmis de 2022 é “#GetToHighGround”, que incentiva as pessoas a praticarem planos de evacuação contra tsunâmis, com caminhadas organizadas em Portugal e em Maurício.

## História
O Dia Mundial de Conscientização sobre Tsunâmis foi criado pela Resolução 70/23 da Assembleia Geral das Nações Unidas em 22 de dezembro de 2015. Esse dia foi solicitado especificamente pela delegação japonesa, pois era o dia do conto tradicional japonês “O Fogo dos Feixes de Arroz”, que relembra as ações de Hamaguchi Goryō. Hamaguchi Goryō protegeu seu vilarejo de Hiro de um tsunâmi que se seguiu ao terremoto de Nankai em 1854, queimando sua plantação de arroz para avisar e guiar os moradores para um lugar seguro. Yuki Matsuoka, chefe do Escritório das Nações Unidas para a Redução do Risco de Desastres no Japão, declarou que:

Em vez de escolher um dia da memória ou um dia trágico, como 11 de março ou 26 de dezembro, o dia 5 de novembro foi escolhido como um dia “voltado para o futuro”, quando muitas vidas foram salvas devido a ações proativas.

Mais tarde, Hamaguchi Goryō construiu um paredão de 5 metros de altura que protegeu a vila do tsunâmi do sismo de Nankai em 1946. Essa ação, bem como o fato de ele ter contratado as vítimas do tsunâmi para construí-lo, fez com que ele se tornasse um modelo de conscientização, prevenção e recuperação de tsunâmis.